# إدريسا دياكيته

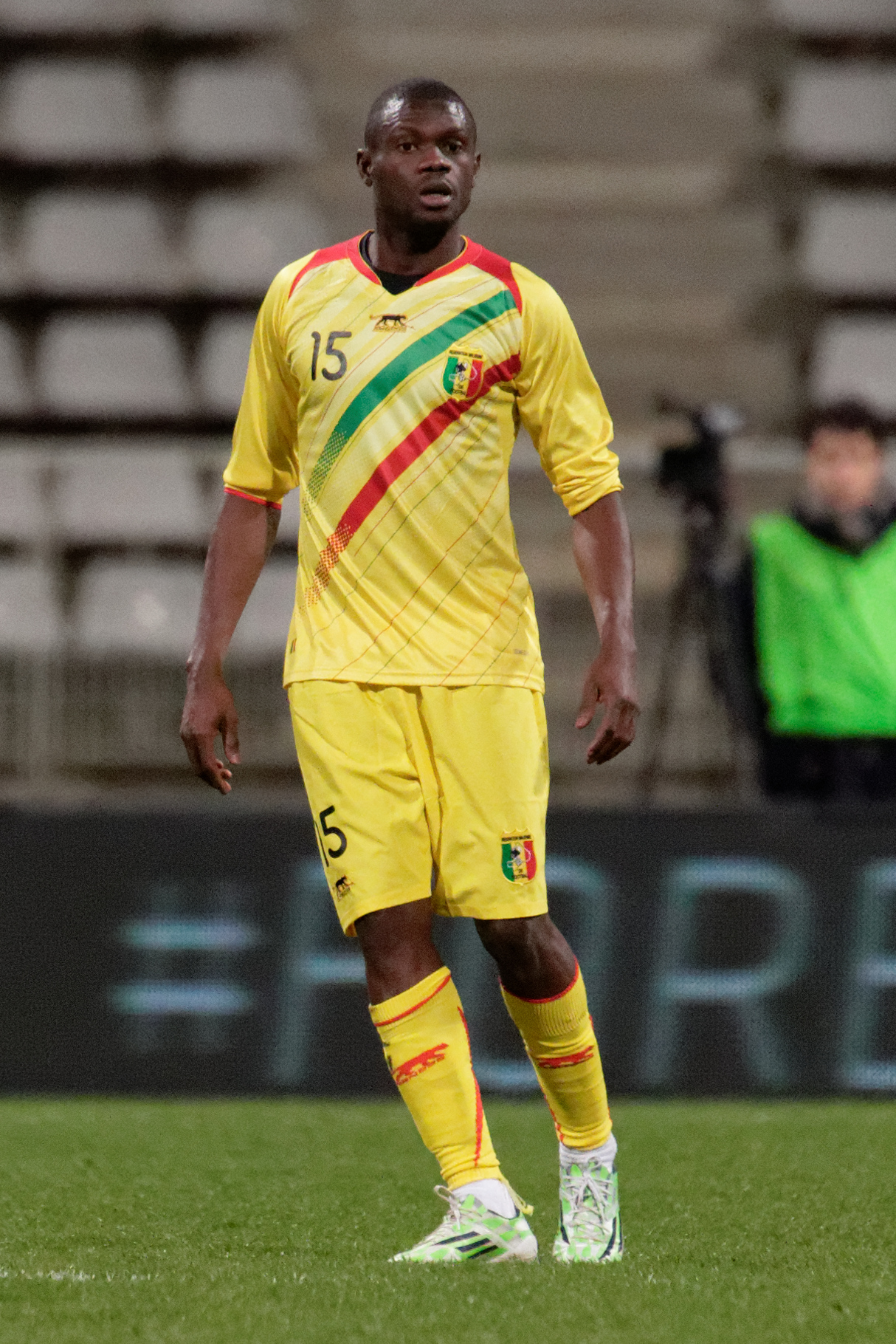

ادريسا دياكيتي Drissa Diakite، من مواليد 18 فبراير 1985، لاعب كرة قدم مالي.
لعب مع نادي دجوليبا ونادي مولودية الجزائر، وهو يلعب حاليا مع نادي نيس الفرنسي.
هو يلعب مع منتخب مالي لكرة القدم.

## روابط خارجية
- إدريسا دياكيته على موقع الاتحاد الدولي (مؤرشف)  (الإنجليزية)
- إدريسا دياكيته على موقع قاعدة بيانات كرة القدم.إي يو (الإنجليزية)
- إدريسا دياكيته على موقع ليكيب (الفرنسية)
- إدريسا دياكيته على موقع ناشيونال فوتبول تيمز (الإنجليزية)
- إدريسا دياكيته على موقع Soccerway.com (الإنجليزية)
- إدريسا دياكيته على موقع أوليمبيديا (الإنجليزية)
- إدريسا دياكيته على موقع AS.com (الإسبانية)